# Riccardo Scamarcio

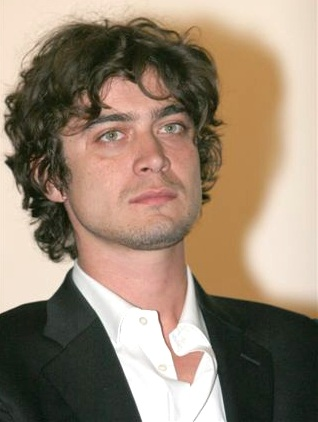
Riccardo Scamarcio (2008)

Riccardo Scamarcio (* 13. November 1979 in Trani) ist ein italienischer Schauspieler, Filmproduzent und Drehbuchautor.

## Biografie
Riccardo Scamarcio machte 2002 seinen Abschluss am Centro Sperimentale di Cinematografia in Rom. Bereits 2001 spielte er in der Fernsehserie Compagni di scuola in 26 Folgen die Figur des Michele Reale. Sein Leinwanddebüt gab er anschließend in dem 2003 erschienenen und von Marco Tullio Giordana inszenierten Liebesdrama Die besten Jahre an der Seite von Luigi Lo Cascio und Adriana Asti.
Seit 2006 ist Scamarcio mit der 13 Jahre älteren italienischen Schauspielerin Valeria Golino liiert.
2017 mimte er in dem US-amerikanischen Film John Wick: Kapitel 2 Santino D’Antonio, den Gegenspieler des titelgebenden Protagonisten, gespielt von Keanu Reeves. Die Regie führte Chad Stahelski. Der Film erhielt gute Kritiken, vor allem für Keanu Reeves’ Actionchoreographie.

## Filmografie (Auswahl)
Als Schauspieler
- 2001: Compagni di scuola (Fernsehserie, 26 Folgen)
- 2003: Die besten Jahre (La meglio gioventù)
- 2004: Tre metri sopra il cielo
- 2005: Romanzo Criminale
- 2007: Handbuch der Liebe 2 (Manuale d'amore 2 (Capitoli successivi))
- 2007: Mein Bruder ist ein Einzelkind (Mio fratello è figlio unico)
- 2009: Eden is West (Eden à l’Ouest)
- 2010: Männer al dente (Mine vaganti)
- 2011: Poliezei (Polisse)
- 2012: To Rome with Love
- 2012: Rot und Blau (Il rosso e il blu)
- 2015: Im Rausch der Sterne (Burnt)
- 2015: London Spy
- 2017: John Wick: Kapitel 2 (John Wick: Chapter 2)
- 2017: Dalida
- 2018: Loro – Die Verführten (Loro)
- 2018: Welcome Home – Eifersucht tötet (Welcome Home)
- 2018: Euforia
- 2019: Das Rätsel (Les Traducteurs)
- 2019: Der Unbarmherzige (Lo spietato)
- 2020: Die Fremdgeher (Gli infedeli)
- 2021: Der letzte Paradiso (L’ultimo paradiso)
- 2021: Drei Etagen (Tre piani)
- 2021: Die katholische Schule (La scuola cattolica)
- 2022: Der Schatten von Caravaggio (L’ombra di Caravaggio)
- 2023: A Haunting in Venice
- 2024: Race for Glory: Audi vs. Lancia (Race to Glory: Audi vs Lancia)
- 2024: Modi

Als Filmproduzent
- 2013: Miele
- 2015: Per amor vostro
- 2016: Pericle il nero
- 2017: Julian Schnabel – A Private Portrait (Dokumentarfilm)
- 2018: Dei
- 2020: Die Fremdgeher (Gli infedeli)
- 2021: Der letzte Paradiso (L’ultimo paradiso)
- 2022: L’ombra del giorno
- 2024: Race for Glory: Audi vs. Lancia (Race to Glory: Audi vs Lancia)

Als Drehbuchautor
- 2020: Die Fremdgeher (Gli infedeli)
- 2021: Der letzte Paradiso (L’ultimo paradiso)
- 2024: Race for Glory: Audi vs. Lancia (Race to Glory: Audi vs Lancia)

## Auszeichnung (Auswahl)
- 2006: Shooting Star